# The Latin Dream
The Latin Dream è un film del 2017 diretto da Louis Medina. È uscito nelle sale cinematografiche in Italia il 29 giugno 2017.

## Trama
Fernando (Fernando Sosa) è un famoso ballerino di danze caraibiche. Con la sua partner Sharon (Tatiana Bonaguro) sono considerati imbattibili nel mondo della salsa acrobatica, della tecnica e del perfezionismo. Ma Fernando si sente come uno schiavo di una etichetta di stile che lo costringe ad agire come il ballerino perfetto. L'incontro con Carolina (Shearley Alicea), una ragazza semplice, sarà l'evento con cui Fernando riscoprirà il lato passionale e spontaneo della danza. Con l'aiuto dei suoi amici potrà unire la tecnica acquisita negli anni di carriere con le novità prese dalla strada. Grazie a questo connubio riuscirà a sconfiggere gli avversari senza scrupoli.